# Glendora, Mississippi
Glendora är en ort (village) i Tallahatchie County i Mississippi. Vid 2010 års folkräkning hade Glendora 151 invånare.